# Área de Conservação da Paisagem de Lindmetsa
A Área de Conservação da Paisagem de Lindmetsa é um parque natural localizado no Condado de Saare, na Estónia.
A sua área é de 51 hectares.
A área protegida foi fundada em 2007 para proteger as dunas da floresta (em estoniano:  metsastunud luitealad) de Kaunispe e da aldeia de Lindmetsa.